# MY BOY
「MY BOY」是日本的女子偶像組合Buono!的第7張單曲。2009年4月29日發售。發售公司是波麗佳音。

## 概要
- 初回限定盤是CD和DVD、通常盤是CD構成。初回限定盤和通常盤有活動參加抽選序號卡和Buono!原創閃卡（初回･通常不同的模式）封入。
- 「MY BOY」的中心是嗣永桃子。

## 收錄曲
1. MY BOY
（作詞：三浦徳子、作曲：淳君、編曲：西川進）
『守護甜心!!心跳』片尾曲（2009年4月 - 6月）
2. ワープ!
（作詞：川上夏季、作曲・編曲：木之下慶行）
BS日本『ボウリング革命 P★League』印象歌曲
3. MY BOY (Instrumental)
4. ワープ! (Instrumental)

## 備註
1. ↑  . ナタリー. 2009-03-19  [2012-03-18]. （原始内容存档于2016-03-04）.
2. ↑  . ナタリー. 2009-04-08  [2012-03-18]. （原始内容存档于2016-03-04）.

## 外部連結
- YouTube上的Buono! 『MY BOY』 (MV)
- Buono!官方唱片 Archive.today的存檔，存档日期2009-05-02